# Station Järve
Station Järve is een station in de Estische hoofdstad Tallinn. Het station werd in 1923 geopend en ligt aan de spoorlijn Tallinn - Paldiski. Het stationsgebouw dateert uit 1926 en is thans in gebruik als jeugdcentrum.

## Treinen
De volgende treinen stoppen op Station Järve:

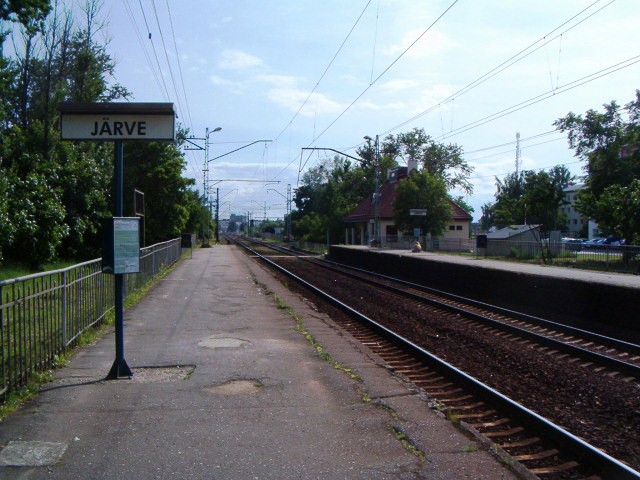
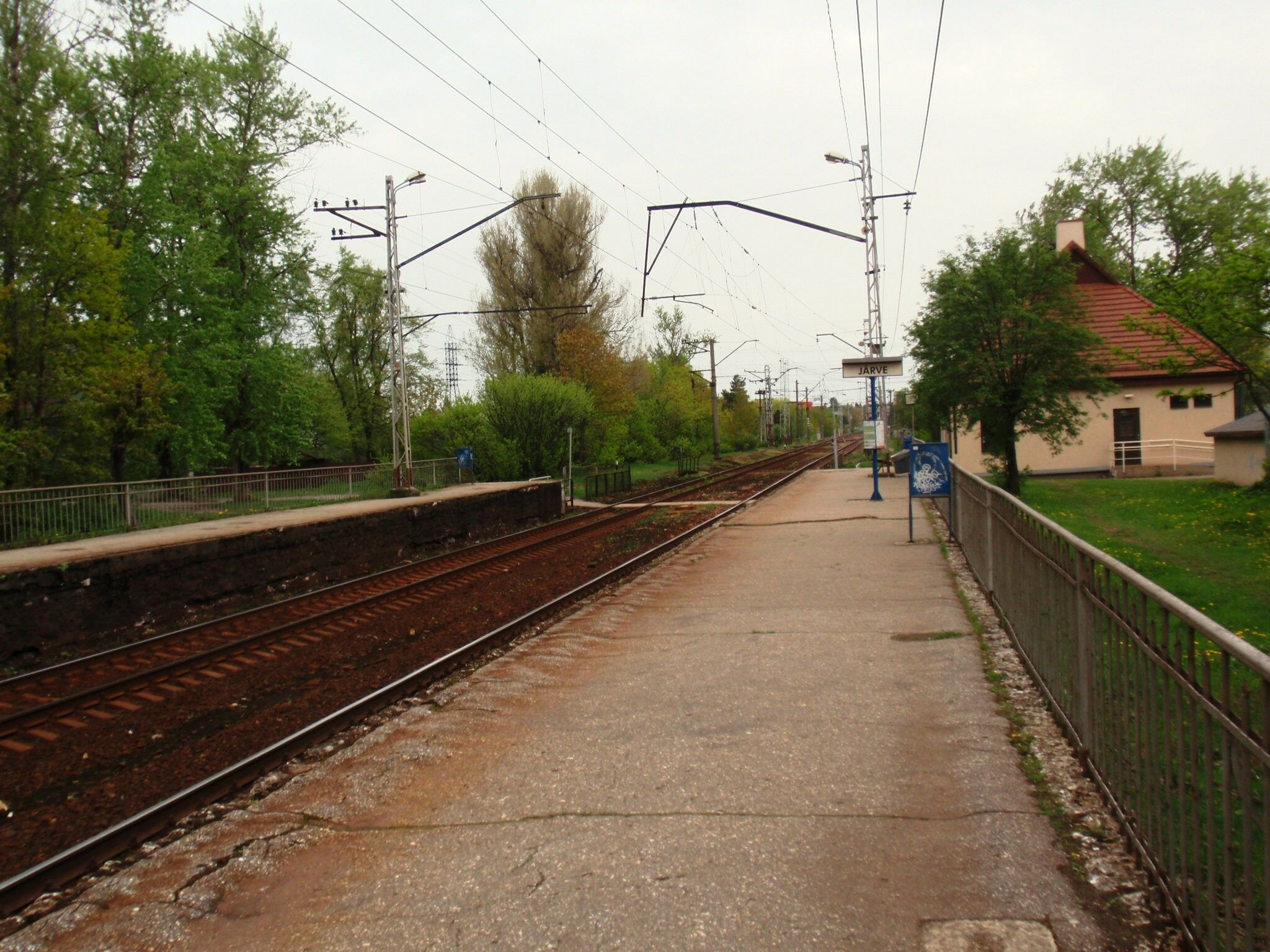

| Vervoerder | Treinsoort | Route                                  | Opmerkingen                           |
| ---------- | ---------- | -------------------------------------- | ------------------------------------- |
| Elron      | Stoptrein  | Tallinn – Järve – Keila – Paldiski     | Stopt op alle tussenliggende stations |
| Elron      | Stoptrein  | Tallinn – Järve – Keila – Turba        | Stopt op alle tussenliggende stations |
| Elron      | Stoptrein  | Tallinn – Järve – Keila – Klooga-Ranna | Stopt op alle tussenliggende stations |
| Elron      | Stoptrein  | Tallinn – Järve – Saue – Keila         | Stopt op alle tussenliggende stations |
| Elron      | Stoptrein  | Tallinn – Järve – Pääsküla             | Stopt op alle tussenliggende stations |

Tallinn Baltisch Station · 
Lilleküla · 
Tondi · 
Järve · 
Rahumäe · 
Nõmme · 
Hiiu · 
Kivimäe · 
Pääsküla · 
Laagri · 
Urda · 
Padula · 
Saue · 
Valingu · 
Keila · 
Niitvälja · 
Klooga · 
Klooga-Aedlinn · 
Põllküla · 
Laoküla · 
Paldiski